# Ганна Фірлей
Ганна Фірлей (*бл. 1615  —1647) — представниця українського магнатського та князівського роду. Відома була своєю красою.

## Життєпис
Походила зі впливового роду Вишневецьких. Молодша дитина Михайла Вишневецького, старости овруцького, канівського, черкаського, і Раїни Могилянки. Народилася у 1616 році. В рік народження помирає її батько. За наказом короля Сигізмунда ІІІ Вази її матір разом з нею та братом Яремою було засуджено до вигнання. Згодом оселилася з родиною в Лубнах.
До 1619 року виховувалася під орудою своєї матері. Майновими питаннями Ганни і її брата займалася мати і стрийко Юрій Вишневецький, але останній помер 1618 року. Після смерті останнього вихованням Ганни зайнялася вуйня Марія Амалія Могилянка (освітою її брата Яреми опікувався Костянтин Вишневецький). Загалом Ганна Вишневецька здобула гарну домашню освіту. При цьому зміцнилася у православній вірі. З 1621 році частиною спадщини Ганни опікувався родич Костянтин Вишневецький.
У 1632 році почалися перемовини щодо шлюбу новообраного короля Владислава IV Вази, однією з кандидатів стала княжна Ганна Вишневецька. Існували вагомі аргументи на користь такого вибору. Він зблизив б короля з могутнім магнатським родом (правда, ще питання, чи не посварив би з іншими), княжна Вишневецька принесла б своєму чоловікові величезний посаг. Проте доводи проти шлюбу короля з власною підданою переважили, 1637 року король одружився з Цецилією Ренатою Габсбург.
1638 року Ганна Вишневецька вийшла за Збігнєва Фирлея, люблінського старости. В політичних подіях участі не брала. До кінця своїх днів зберегла віру своїх предків і відзначалася великою набожністю. Померла 1647 року.

## Родина
Чоловік — Збігнєв Фірлей, син Миколая Фірлея,  сандомирського воєводи
Діти:
- Ян (бл. 1639— після 1655)
- Миколай Анджей